# 同沟寺镇
同沟寺镇，是中华人民共和国陕西省汉中市勉县下辖的一个乡镇级行政单位。

## 行政区划
同沟寺镇下辖以下地区：
同沟寺村、晨光村、金丰村、照壁山村、中田坝村、官沟村、金光村、谷家沟村和柳坝村。